# 朝戈金
朝戈金（1958年—），男，蒙古族，内蒙古巴林右旗人，现任中国社会科学院民族文学研究所研究员、所长、口头传统研究中心主任，博士生导师，研究方向为少数民族文学、史诗学、民俗学。

## 生平
1978年至1986年在内蒙古大学获得本科、硕士学位，1997年至2000年在北京师范大学中文系民俗学专业获法学博士学位。2014年当选中国社会科学院学部委员；同年当选国际哲学与人文科学理事会主席。

## 社会兼职
朝戈金担任国内多所大学兼职教授；主持或参与了联合国教科文组织和国务院系统等项目和其他部委工作（发改委、文化部、中国文联等）。参与组织“IEL国际史诗学与口头传统研究讲习班”，至今已举办六届，学界影响广泛。

## 学术活动
曾在多个国外大学和科研机构进行研修。1995年至1996年任哈佛大学访问学者，2001年至2002年在美国密苏里大学口头传统研究中心做博士后研究。

## 著作
发表论著、译著、论文、译文等70余篇，如《蒙古民俗传统》（随笔），《非遗保护视野下的口头传统文化》，[弗里]《<故事的歌手>：口头理论之“圣经”》（译著），《口头程式理论：口头传统研究概述》，《口头传统研究的“圣经”》，《一部关于口头程式理论的简明史》，《口头诗学：帕里－洛德理论》，阿兰·邓迪斯《西方神话学读本》（译著），《中国大陆少数民族地区文化建设状况调查》，《民俗学与新时期国家文化建设》，《民间文学教程：史诗》，《口传史诗的田野作业问题》，《 口传史诗诗学——冉皮勒<江格尔>程式句法研究》，《史诗认同功能论析》，《国际史诗学若干热点问题评析》，《约翰·弗里与晚近国际口头传统研究的走势》，《多元文化格局中的中国少数民族文学》，《<摩诃婆罗多>导读》的范例意义》。